# Aechmea mexicana
Aechmea mexicana là một loài thực vật có hoa trong họ Bromeliaceae. Loài này được Baker mô tả khoa học đầu tiên năm 1879.

## Hình ảnh

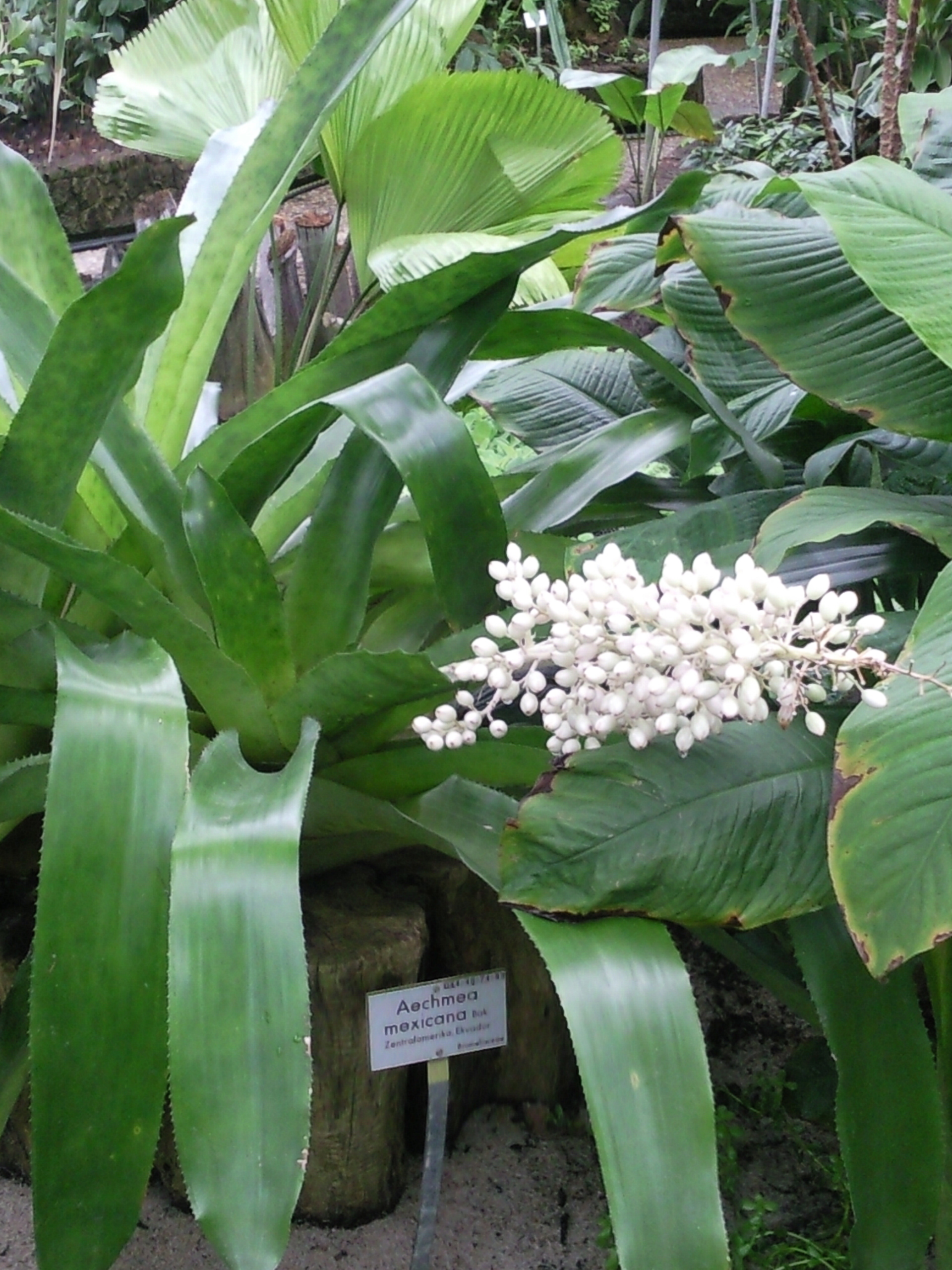
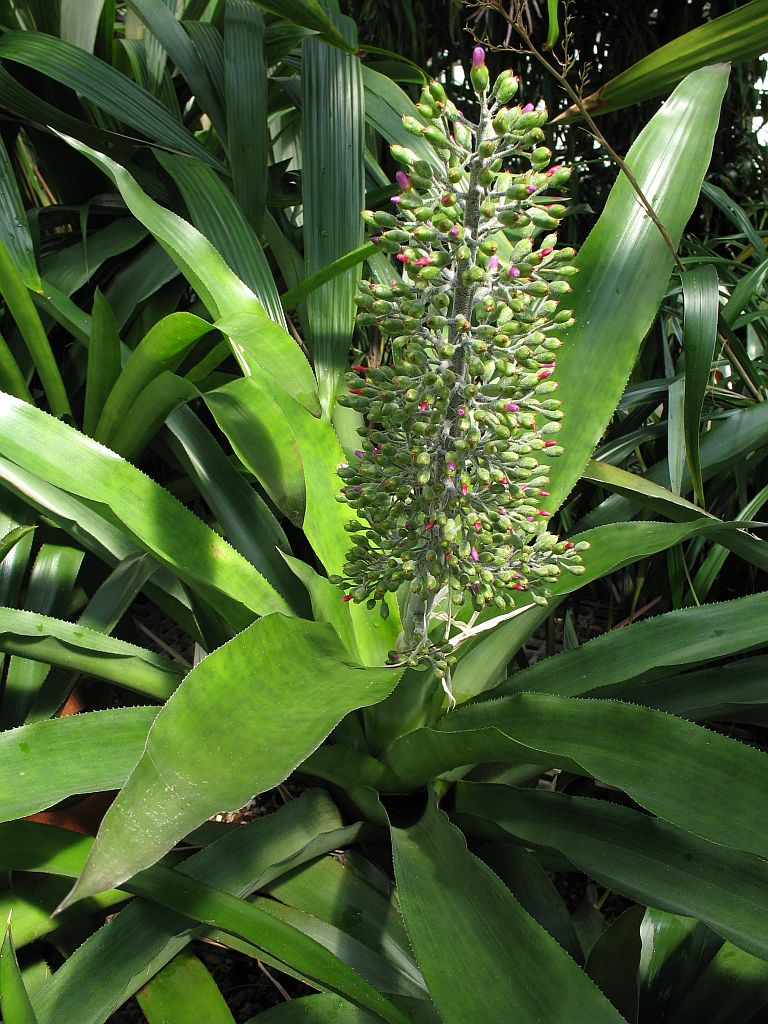
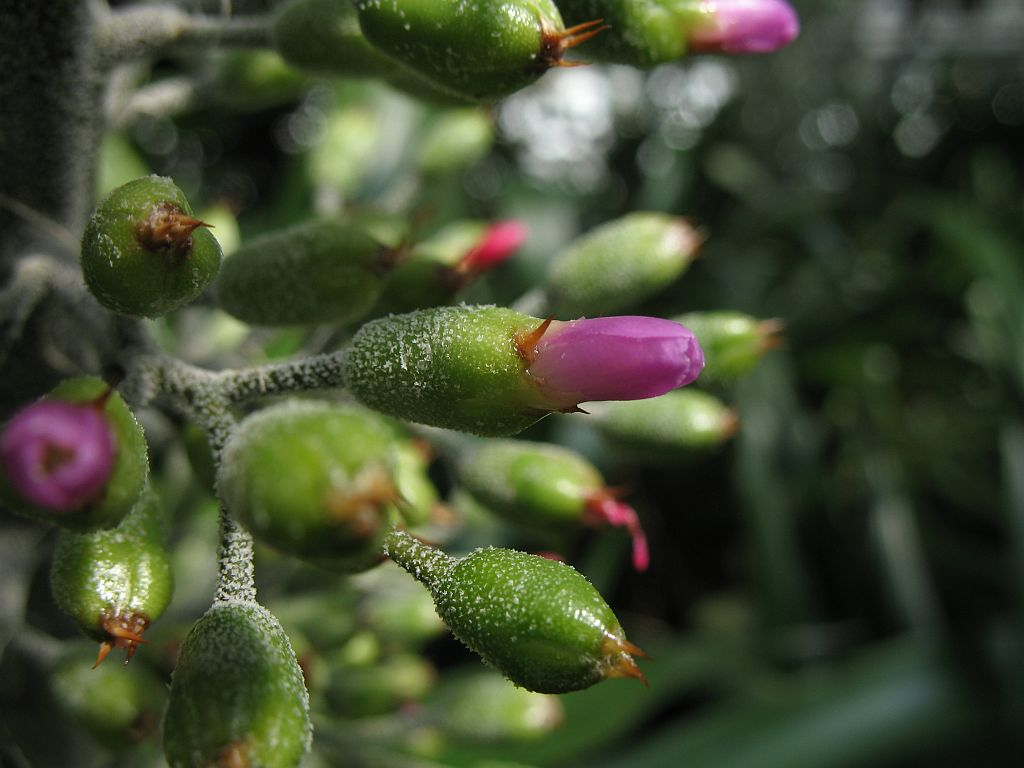